# Govan Mbeki Local Municipality
Govan Mbeki (englisch Govan Mbeki Local Municipality) ist eine Lokalgemeinde im Distrikt Gert Sibande der südafrikanischen Provinz Mpumalanga. Der Verwaltungssitz befindet sich in Secunda. Bürgermeisterin ist Ethel Nkosi.
Die Gemeinde ist benannt nach Govan Mbeki (1910–2001), einem Führer der Anti-Apartheidsbewegung und Mitglied des African National Congress.

## Städte und Orte
- Bethal
- Embalenhle
- Evander
- Kinross
- Leandra
- Lebohang
- Secunda
- Trichard

## Bevölkerung
Bei der Volkszählung 2011 waren von den Einwohnern 80,5 % schwarz, 16 % weiß und jeweils 1,5 % Coloured und Inder bzw. Asiaten. Erstsprache war zu 47 % isiZulu, zu 15,8 % Afrikaans, zu 7,6 % isiNdebele, zu 6 % Sesotho, zu 5,7 % isiXhosa, zu 5,1 % Englisch, zu 3,5 % Siswati, zu 2,7 % Xitsonga, zu 2,4 % Sepedi, zu 1,2 % Setswana und zu 0,5 & Tshivenda.